# Najas tenuicaulis
Najas tenuicaulis är en dybladsväxtart som beskrevs av Shigeru Miki. Najas tenuicaulis ingår i släktet najasar, och familjen dybladsväxter. Inga underarter finns listade.